# 名港通
名港通は、愛知県名古屋市港区の地名。

## 歴史

### 町名の由来
名古屋港の通称に由来する。

### 沿革
- 1947年（昭和22年）5月10日 - 港区中川町・熱田前新田の各一部により、同区名港通が成立[3]。
- 1967年（昭和42年）4月27日 - 1丁目3番地（港北公園の一角）に名古屋市港図書館が開館[4]。
- 1973年（昭和48年）10月20日 - 港区港楽一丁目・港楽二丁目・港楽三丁目・港栄一丁目・港栄二丁目・港栄三丁目・港栄四丁目にそれぞれ編入される[3]。
- 1974年（昭和49年）12月9日 - 港区港栄一丁目・港栄二丁目・港栄三丁目・港栄四丁目にそれぞれ編入され消滅[3]。